# Gloria Bash
Neema Bashige Gloria, dit Gloria Bash, née le 25 décembre 2002 à Bukavu (République démocratique du Congo),,, est une artiste congolaise, humanitaire engagé, active dans les domaines de la musique et du théâtre,,.

## Biographie
Originaire de Goma, Gloria Bash manifeste un intérêt précoce pour les arts. Elle explore diverses disciplines,, notamment la danse et le hip-hop, avant de se concentrer sur la musique et le théâtre.

## Carrière musicale
Gloria Bash développe un style musical mêlant des influences africaines à des sonorités contemporaines,. Ses chansons abordent des thèmes tels que la joie de vivre et la résilience. En décembre 2024, elle lance le single « Toza Bien », qui rencontre un certain écho auprès du public. Elle interprète également des reprises (covers) de chansons populaires, parmi lesquelles « 500 » de Gaz Mawete et Chily, dont sa version a généré un nombre notable de vues sur sa chaîne YouTube. Parmi ses autres reprises notables, on peut citer "Buga Amapiano Cover" et "Emiliana (Ckay cover)".

### Collaboration avec Black Star France (Gims)
Un moment clé de son parcours est sa signature avec le label Black Star France, fondé par Gims. Cette collaboration, commencée à la suite de la découverte de son talent par Gims lors d'une visite à Goma, ouvre de nouvelles perspectives pour sa carrière musicale et lui offre une plus grande visibilité.

## Discographie
« Toza Bien » (single, 2024)Reprises notables : « 500 » (Gaz Mawete et Chily), "Buga Amapiano", "Emiliana (Ckay)"Vidéographie (partielle):